# Remo nos Jogos Olímpicos de Verão da Juventude de 2018
As competições de remo nos Jogos Olímpicos de Verão da Juventude de 2018 ocorreram entre 7 e 10 de outubro em um total de quatro eventos. As competições aconteceram na Doca 3 em Puerto Madero, localizado em Buenos Aires, Argentina.

## Calendário
| Outubro | 6 | 7 | 8 | 9 | 10 | 11 | 12 | 13 | 14 | 15 | 16 | 17 | 18 |
| ------- | - | - | - | - | -- | -- | -- | -- | -- | -- | -- | -- | -- |
| Remo    |   |   |   | 2 | 2  |    |    |    |    |    |    |    |    |

|  | Dia de competição |  | Dia de final |

## Medalhistas
| Evento                           | Ouro                                            | Prata                                                 | Bronze                                         |
| -------------------------------- | ----------------------------------------------- | ----------------------------------------------------- | ---------------------------------------------- |
| Skiff simples masculino detalhes | Ivan Tyshchenko UKR Ucrânia                     | Ivan Brynza BLR Bielorrússia                          | Cormac Kennedy-Leverett AUS Austrália          |
| Dois sem masculino detalhes      | Alberto Zamariola Nicolas Castelnovo ITA Itália | Florin Arteni-Fintinariu Alexandru Danciu ROU Romênia | Felipe Modarelli Tomás Herrera ARG Argentina   |
| Skiff simples feminino detalhes  | María Sol Ordás ARG Argentina                   | Elin Lindroth SWE Suécia                              | Greta Jaanson EST Estônia                      |
| Dois sem feminino detalhes       | Maria Kyridou Christina Bourmpou GRE Grécia     | Anna Šantrůčková Eliška Podrazilová CZE Chéquia       | Tabita Maftei Alina Maria Baletchi ROU Romênia |

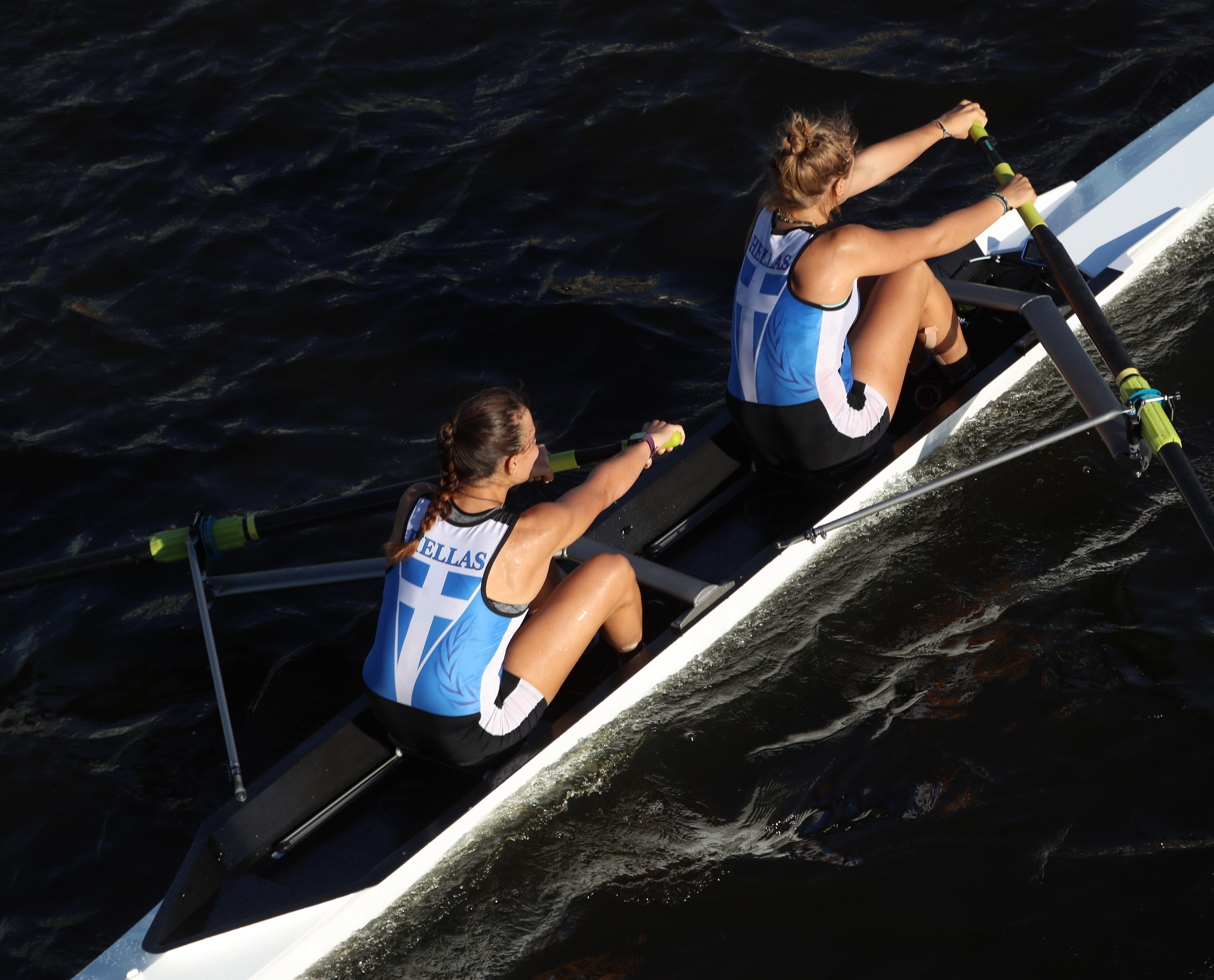
Maria Kyridou, Christina Bourbou
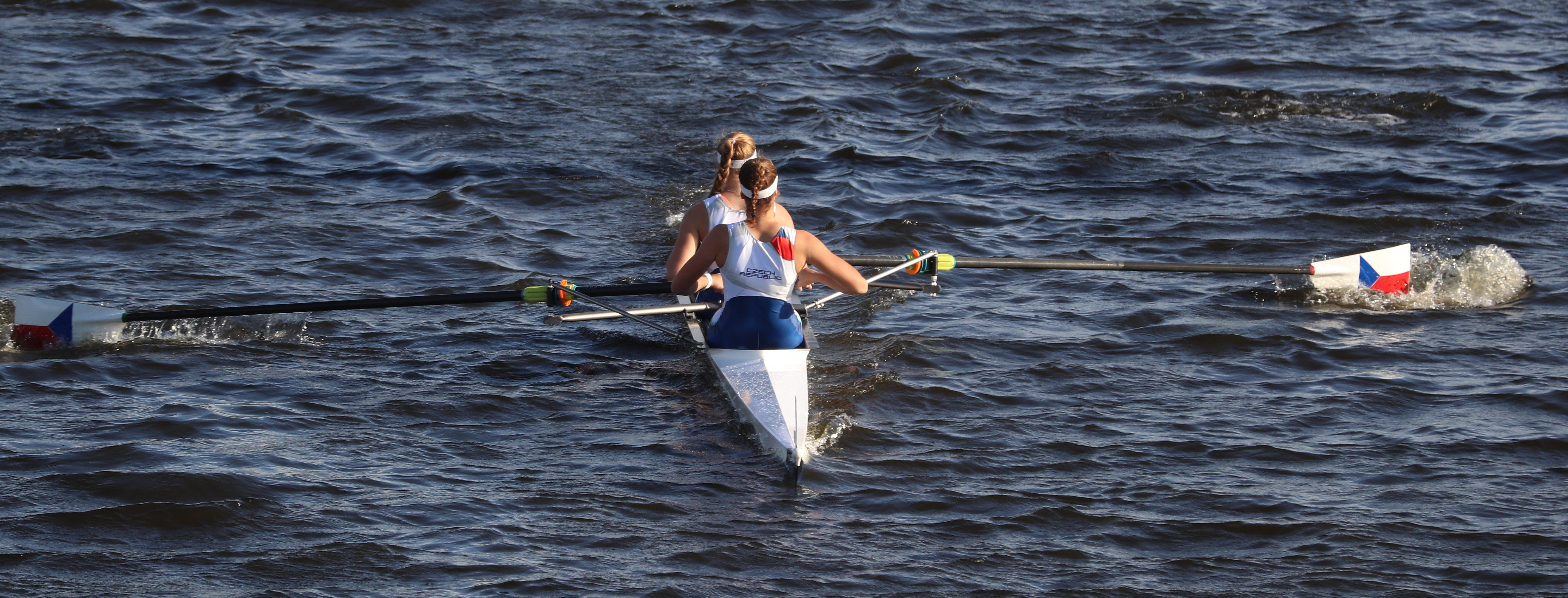
Anna Šantrůčková, Eliška Podrazilová
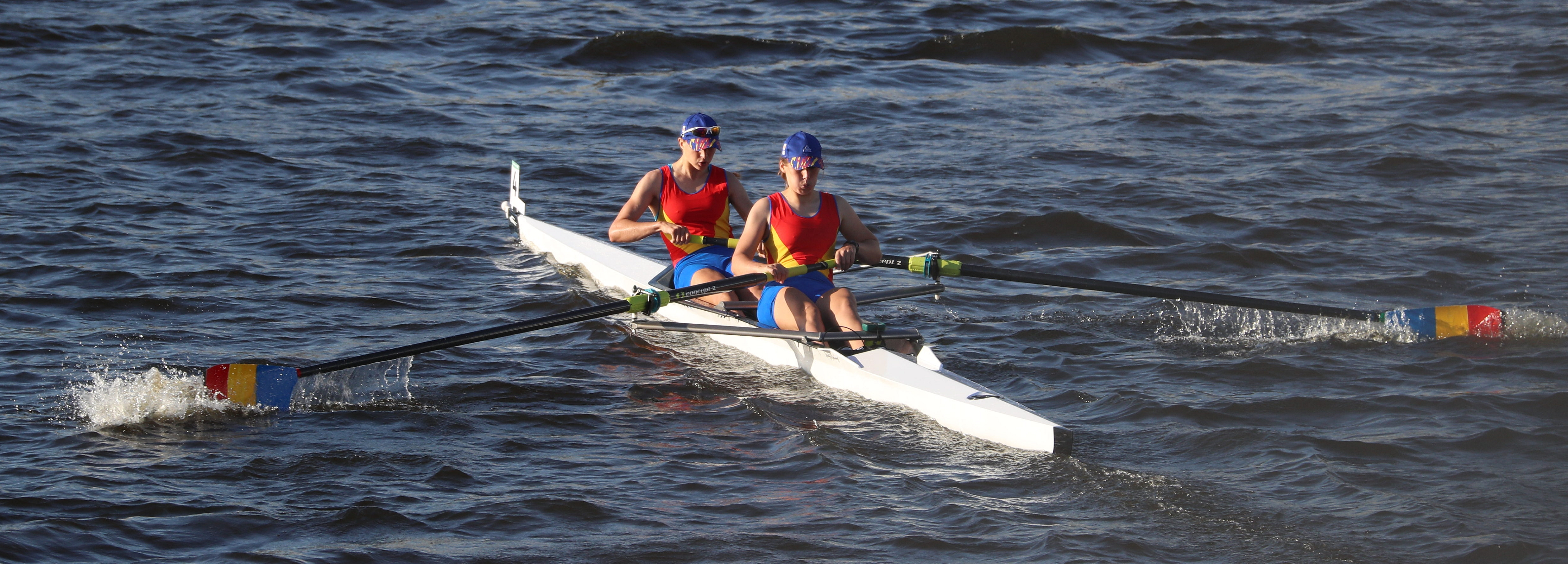
Tabita Maftei, Alina Maria Baletchi

## Quadro de medalhas
| Ordem | País             | Medalha de ouro | Medalha de prata | Medalha de bronze |    |
| ----- | ---------------- | --------------- | ---------------- | ----------------- | -- |
| 1     | ARG Argentina    | 1               |                  | 1                 | 2  |
| 2     | GRE Grécia       | 1               |                  |                   | 1  |
|       | ITA Itália       | 1               |                  |                   | 1  |
|       | UKR Ucrânia      | 1               |                  |                   | 1  |
| 5     | ROU Romênia      |                 | 1                | 1                 | 2  |
| 6     | BLR Bielorrússia |                 | 1                |                   | 1  |
|       | CZE Chéquia      |                 | 1                |                   | 1  |
|       | SWE Suécia       |                 | 1                |                   | 1  |
| 9     | AUS Austrália    |                 |                  | 1                 | 1  |
|       | EST Estônia      |                 |                  | 1                 | 1  |
| TOTAL | TOTAL            | 4               | 4                | 4                 | 12 |